# Fernando de Rojas (obispo)
Fernando de Rojas y González Cobo (Curiel de Duero, 15 de abril de 1650-Vigevano, 30 de diciembre de 1685) fue un obispo católico español, conocido en la historiografía italiana como Ferdinando de Rojas o Ferdinando de Roxas.

## Biografía
Fernando de Rojas, natural de Curiel de Duero (provincia de Valladolid), fue nombrado obispo de Vigevano por Inocencio XI en 1683 por presiones del gobierno español en el Milanesado.
Planificó la primera visita pastoral a la diócesis, pero no la llevó a cabo. Ocupó la sede de Vigevano hasta su muerte en 1685.